# Liste der Straßen und Plätze in Hamburg-Bahrenfeld

Lage von Hamburg-Bahrenfeld in Hamburg und im Bezirk Altona (hellrot)

Die Liste der Straßen und Plätze in Hamburg-Bahrenfeld ist eine Übersicht der im Hamburger Stadtteil Bahrenfeld vorhandenen Straßen und Plätze. Sie ist Teil der Liste der Verkehrsflächen in Hamburg.

## Überblick
In Bahrenfeld (Ortsteilnummern 215 bis 217) leben 31438 Einwohner (Stand: 31. Dezember 2023) auf 10,6 km². Bahrenfeld liegt in den Postleitzahlenbereichen 22525, 22547, 22549, 22607 und 22761.
In Bahrenfeld gibt es 139 benannte Verkehrsflächen, darunter einen Platz und einen Park. Es finden sich zwei Motivgruppen, nämlich „Komponisten“ östlich der A 7 und „Blumen“ westlich des Lise-Meitner-Parks. Diese Motivgruppe setzt sich in Osdorf fort (siehe Spalte „Anmerkungen“).

## Übersicht der Straßen
Die nachfolgende Tabelle gibt eine Übersicht über alle benannten Verkehrsflächen – Straßen, Plätze und Brücken – im Stadtteil sowie einige dazugehörige Informationen. Im Einzelnen sind dies:
- Name/Lage: aktuelle Bezeichnung der Straße, des Platzes oder der Brücke. Über den Link (Lage) kann die Straße, der Platz oder die Brücke auf verschiedenen Kartendiensten angezeigt werden. Die Geoposition gibt dabei ungefähr die Mitte an. Bei längeren Straßen, die durch zwei oder mehr Stadtteile führen, kann es daher sein, dass die Koordinate in einem anderen Stadtteil liegt.
- Straßenschlüssel: amtlicher Straßenschlüssel, bestehend aus einem Buchstaben (Anfangsbuchstabe der Straße, des Platzes oder der Brücke) und einer dreistelligen Nummer.
- Länge/Maße in Metern:
Hinweis: Die in der Übersicht enthaltenen Längenangaben sind nach mathematischen Regeln auf- oder abgerundete Übersichtswerte, die im Digitalen Atlas Nord[1] mit dem dortigen Maßstab ermittelt wurden. Sie dienen eher Vergleichszwecken und werden, sofern amtliche Werte bekannt sind, ausgetauscht und gesondert gekennzeichnet.
Bei Plätzen sind die Maße in der Form a × b bei rechteckigen Anlagen oder a × b × c bei dreiecksförmigen Anlagen mit a als längster Kante dargestellt.
Der Zusatz (im Stadtteil) gibt an, wie lang die Straße innerhalb des Stadtteils ist, sofern sie durch mehrere Stadtteile verläuft.
- Namensherkunft: Ursprung oder Bezug des Namens.
- Datum der Benennung: Jahr der offiziellen Benennung oder der Ersterwähnung eines Namens, bei Unsicherheiten auch die Angabe eines Zeitraums.
- Anmerkungen: Weitere Informationen bezüglich anliegender Institutionen, der Geschichte der Straße, historischer Bezeichnungen, Baudenkmale usw.
- Bild: Foto der Straße oder eines anliegenden Objektes.

| Name/Lage                           | Straßen- schlüssel | Länge/Maße (in Metern) | Namensherkunft | Datum der Benennung | Anmerkungen | Bild                            |
| ----------------------------------- | ------------------ | ---------------------- | --- | ------------------- | --- | ------------------------------- |
| Achtern Styg (Lage)                 | A021               | 1005                   | nach einem Flurnamen | 1927                | Das Wort „Styg“ leitet sich vom mittelniederdeutschen Ausdruck „Stuvete“ (Gestrüpp) ab, „Achtern Styg“ bedeutet also „hinterm Gebüsch“; nördliche Straßenhälfte in Lurup. | Achtern Styg                    |
| Akeleiweg (Lage)                    | A058               | 0415 (im Stadtteil)    | nach dem gleichnamigen Hahnenfußgewächs | 1950                | nördlich der Straße Achtern Styg in Lurup Motivgruppe „Blumen“ | Akeleiweg                       |
| Albert-Einstein-Ring (Lage)         | A659               | 0330                   | Albert Einstein (1879–1955), Physiker | 1990                | | Albert-Einstein-Ring            |
| Amália-Rodrigues-Weg (Lage)         | A695               | 0115                   | Amália Rodrigues (1920–1999), portugiesische Sängerin | 2003                | | Amália-Rodrigues-Weg            |
| Am Diebsteich (Lage)                | A210               | 0705                   | nach einem Flurnamen | 1950                | Der Diebsteich war ein in einem moorigen Gebiet belegenes Gewässer, in der Nähe lagen Richtstätten und Galgen. "Diebsteich" ist eine unkorrekte Übertragung des früheren plattdeutschen Namens, der Tiefer Teich bedeutet. Benennung vor 1950: Friedhofstraße | Am Diebsteich                   |
| Am Quickborn (Lage)                 | A314               | 0185                   | nach dem Begriff „Born“ für eine Wasserstelle oder eine Quelle | 1920                | | Am Quickborn                    |
| Am Torbogen (Lage)                  | A347               | 0260                   | frei gewählter Name nach einem hier befindlichen Torbogen | 1950                | | Am Torbogen                     |
| Augustenhöh (Lage)                  | A524               | 0085                   | Auguste Sagermann (1865–1945), Ehefrau des Vorbesitzers Richard Sagermann | 1892                | | Augustenhöh                     |
| August-Kirch-Straße (Lage)          | A581               | 1835                   | August Kirch (1879–1959), SPD-Politiker | 1974                | | August-Kirch-Straße             |
| Bahrenfelder Chaussee (Lage)        | B030               | 1595                   | nach der Lage im Stadtteil | 1890                | | Bahrenfelder Chaussee           |
| Bahrenfelder Kirchenweg (Lage)      | B031               | 0735 (im Stadtteil)    | nach Lage und Funktion zur Bahrenfelder Kirche von Ottensen führend | 1950                | südlich der S-Bahn-Gleise in Ottensen | Bahrenfelder Kirchenweg         |
| Bahrenfelder Marktplatz (Lage)      | B032               | 0080 × 70              | nach Lage und Funktion im ehemaligen Ortsmittelpunkt | 1950                | | Bahrenfelder Marktplatz         |
| Bahrenfelder Steindamm (Lage)       | A033               | 1750                   | nach damals Bahrenfeld führende Straße und der Tatsache, dass die Straße gepflastert war. 1950 kam nach einer Reform der Stadtteilgrenzen die Straße von Ottensen an Bahrenfeld | 1875                | | Bahrenfelder Steindamm          |
| Baurstraße (Lage)                   | B115               | 0725 (im Stadtteil)    | nach der Altonaer Familie Baur, aus der einige Altonaer Bürgermeister hervorgegangen sind, z. B. Johann Heinrich Baur (1730–1819)                                               | 1950                | südlich der S-Bahn-Gleise in Othmarschen, nördlich davon westliche Straßenhälfte in Flottbek, östliche Hälfte in Bahrenfeld | Baurstraße                      |
| Beerenweg (Lage)                    | B136               | 0415                   | nach einer Flurbezeichnung aufgrund von hier früher befindlichen Brombeerhecken                                                                                                 | 1928                | | Beerenweg                       |
| Bei der Flottbeker Mühle (Lage)     | B167               | 0260                   | nach der Lage | 1966                | | Bei der Flottbeker Mühle        |
| Bei der Paul-Gerhardt-Kirche (Lage) | B794               | 0155                   | nach der Lage | 1976                | | Bei der Paul-Gerhardt-Kirche    |
| Beim Alten Gaswerk (Lage)           | B875               | 0110                   | nach der Lage beim ehemaligen Gaswerk von Ottensen | 2000                | | Beim Alten Gaswerk              |
| Bertrand-Russell-Straße (Lage)      | B851               | 0125                   | Bertrand Russell (1872–1970), britischer Philosoph | 1991                | | Bertrand-Russell-Straße         |
| Bessemerweg (Lage)                  | B299               | 0255                   | Henry Bessemer (1813–1898), britischer Ingenieur | 1950                | bis 1950: Rückertstraße | Bessemerstraße                  |
| Blomkamp (Lage)                     | B406               | 0595 (im Stadtteil)    | frei gewählter Name | vor 1928            | niederdeutsch Blomen = Blumen; westlich der Flurstraße in Osdorf | Blomkamp (Bahrenfeld)           |
| Bockrisweg (Lage)                   | B426               | 0115                   | nach der Bahrenfelder Bauernfamilie Bockris | 1939                | | Bockrisweg                      |
| Bökenkamp (Lage)                    | B442               | 0415                   | nach einem Flurnamen | 1950                | niederdeutsch Böken = Buchen | Bökenkamp                       |
| Bökentwiete (Lage)                  | B443               | 0070                   | nach einem Flurnamen | 1950                | niederdeutsch Böken = Buchen | Bökentwiete                     |
| Bornkampsweg (Lage)                 | B500               | 0760                   | nach einem Flurnamen, der auf zahlreiche Quellen in diesem Gebiet hinweist | um 1875             | | Bornkampsweg                    |
| Boschstraße (Lage)                  | B510               | 0490                   | Robert Bosch (1861–1942), Ingenieur | 1950                | bis 1950: Apenrader Straße | Boschstraße                     |
| Celsiusweg (Lage)                   | C015               | 0200                   | Anders Celsius (1701–1744), schwedischer Astronom und Physiker, ursprünglich Teil des nördlichen Hohenzollernrings                                                              | 1965                | | Celsiusweg                      |
| Daimlerstraße (Lage)                | D012               | 0365 (im Stadtteil)    | Gottlieb Daimler (1834–1900), Ingenieur und Industrieller | 1950                | südlich der Bahnbrücke in Ottensen | Daimlerstraße                   |
| Diebsteichtunnel (Lage)             | –                  | 0030 (im Stadtteil)    | in Anlehnung an die Straße Am Diebsteich, unterquert die Bahngleise beim gleichnamigen S-Bahnhof                                                                                | 1969                | östlicher Teil in Altona-Nord; wegen Bauarbeiten bis ca. 2027 gesperrt und nicht zugänglich |                                 |
| Diebsteichweg (Lage)                | D090               | 0385                   | in Anlehnung an die Straße Am Diebsteich | 1952                | | Diebsteichweg                   |
| Driftstieg (Lage)                   | D194               | 0175                   | in Anlehnung an die Straße Flottbeker Drift | 1950                | | Driftstieg                      |
| Drögenkamp (Lage)                   | D197               | 0050                   | nach einem Flurnamen | 1932                | niederdeutsch dröög = trocken, Kamp = Feld | Drögenkamp                      |
| Ebertallee (Lage)                   | E010               | 0720 (im Stadtteil)    | Friedrich Ebert (1871–1925), SPD-Politiker | vor 1930            | südlich des Osdorfer Wegs in Groß Flottbek. Nach Eberts Tod (1925) umbenannt, vorher Lauenburger Straße nach dem Lauenburgischen Fußartillerie-Regiment Nr. 20, das seine Kaserne am Bahrenfelder Teil der Straße hatte | Ebertallee (Bahrenfeld)         |
| Eisenkrautweg (Lage)                | E104               | 0340                   | nach der gleichnamigen Heilpflanze | 1950                | Motivgruppe „Blumen“; Fußweg | Eisenkrautweg                   |
| Farnhornstieg (Lage)                | F038               | 0105 (im Stadtteil)    | in Anlehnung an den in Lurup verlaufenden Farnhorstweg, benannt nach einer Flurbezeichnung                                                                                      | 1952                | nur südliche Straßenhälfte zwischen Hellgrundweg und der Mühlenau in Bahrenfeld, nördliche Hälfte in Lurup, östlich der Mühlenau in Eidelstedt | Farnhornstieg                   |
| Flottbeker Drift (Lage)             | F156               | 0410                   | nach einem früheren Viehtriebweg (Drift) der Flottbeker Bauern | 1950                | | Flottbeker Drift                |
| Flottbeker Stieg (Lage)             | F158               | 0110                   | Hamburger Stadtteil Groß Flottbek | 1950                | | Flottbeker Stieg                |
| Flurstraße (Lage)                   | F167               | 1095 (im Stadtteil)    | frei gewählter Name | 1928                | Straßenverlauf von Nord nach Süd: Zwischen Luruper Hauptstraße und Glückstädter Weg komplett in Lurup, zwischen Glückstädter Weg und Achtern Styg nur die Grundstücke auf der Ostseite, zwischen Achtern Styg und Osdorfer Landstraße liegen die östlichen Grundstücke in Bahrenfeld, die Grundstücke auf der Westseite und die komplette Straßenfläche befinden sich zwischen Glückstädter Weg und Osdorfer Landstraße in Osdorf. | Flurstraße (Bahrenfeld)         |
| Friedensallee (Lage)                | F224               | 0745 (im Stadtteil)    | zur Erinnerung an den Friedensvertrag von 1871 | 1887                | südlich des S-Bahnhofs Bahrenfeld in Ottensen; der Bahrenfelder Teil hieß bis zum 31. Dezember 2010 Pfitznerstraße, wurde aber wegen dessen Nähe zum Nationalsozialismus umbenannt | Friedensallee                   |
| Friedrich-Sylvester-Weg (Lage)      | F                  | 0260                   | Friedrich Sylvester (1871–1914), Stadtbaurat und Senator in Altona | 2024                | vormals ein Teil des Hellgrundwegs; die ursprüngliche Sylvesterallee im Stadtteil wurde in Uwe-Seeler-Allee umbenannt | Friedrich-Sylvester-Weg         |
| Gasstraße (Lage)                    | G025               | 0545                   | nach dem ehemals hier gelegenen Gaswerk von Altona-Ottensen, jetzt Bahrenfeld                                                                                                   | 1895                | | Gasstraße                       |
| Gayens Weg (Lage)                   | G029               | 0160                   | Theodor Gayen (1824–1900), Fabrikant und Reeder | 1939                | Nach Gayen sind auch die Theodorstraße und der Theodorstieg im Stadtteil benannt. | Gayens Weg                      |
| Geranienweg (Lage)                  | G067               | 0240 (im Stadtteil)    | nach dem gleichnamigen Storchschnabelgewächs | 1950                | westlich der Flurstraße in Osdorf Motivgruppe „Blumen“ | Geranienweg (Bahrenfeld)        |
| Grotenkamp (Lage)                   | G298               | 0285                   | nach einem Flurnamen | 1926                | niederdeutsch groot = groß, Kamp = Feld | Grotenkamp                      |
| Grünewaldstraße (Lage)              | G316               | 0090                   | Matthias Grünewald (16. Jahrhundert), Maler | 1928                | | Grünewaldstraße                 |
| Händelstraße (Lage)                 | H019               | 0240                   | Georg Friedrich Händel (1685–1759), Komponist | 1895                | Motivgruppe „Komponisten“ | Händelstraße                    |
| Haydnstraße (Lage)                  | H206               | 0365                   | Joseph Haydn (1732–1809), österreichischer Komponist | 1895                | Motivgruppe „Komponisten“ | Haydnstraße                     |
| Hegarstraße (Lage)                  | H226               | 0190                   | Friedrich Hegar (1841–1927), Schweizer Komponist | 1950                | bis 1950: Gurlittstraße | Hegarstraße                     |
| Hellgrundweg (Lage)                 | H329               | 1035 (im Stadtteil)    | nach einem Flurnamen | 1929                | nördlich der Kreuzung Farnhornweg/Farnhornstieg in Lurup, ebenso südlich davon auf etwa 155 Metern die westliche Straßenhälfte, östliche Straßenhälfte und weiterer südlicher Verlauf in Bahrenfeld | Hellgrundweg                    |
| Hellweg (Lage)                      | H335               | 0070                   | nach einem Flurnamen | 1920                | | Hellweg                         |
| Hochfeld (Lage)                     | H481               | 0400                   | nach dem Flurnamen „Hohenfelde“ | vor 1923            | | Hochfeld                        |
| Hogenfeldweg (Lage)                 | H535               | 0315                   | nach einem Flurnamen in Ottensen in Richtung Volkspark | 1907                | | Hogenfeldweg                    |
| Holstenkamp (Lage)                  | H588               | 1865 (im Stadtteil)    | nach einem Flurnamen | 1951                | östlich der Holstenkampbrücke in Stellingen | Holstenkamp (Bahrenfeld)        |
| Humperdinckweg (Lage)               | H692               | 0125                   | Engelbert Humperdinck (1854–1921), Komponist | 1957                | Motivgruppe „Komponisten“ | Humperdinckweg                  |
| Im Hag (Lage)                       | I035               | 0205                   | nach einem ehemals hier gelegenen Tannenwäldchen | 1920                | | Im Hag                          |
| Julienstraße (Lage)                 | J088               | 0165                   | Julie Gayen (1832–1886), Ehefrau von Theodor Gayen | 1898                | | Julienstraße                    |
| Kielkamp (Lage)                     | K161               | 0585                   | nach einem Flurnamen | 1907                | | Kielkamp                        |
| Kohlentwiete (Lage)                 | K336               | 0135                   | nach den damals dort gelegenen Lagerplätzen für Kohle | 1918                | | Kohlentwiete                    |
| Kopperholdtweg (Lage)               | K372               | 0090                   | Hermann Kopperholdt (1821–1870), Geländevorbesitzer | 1955                | Kopperholdt errichtete 1868 an der Bahrenfelder Straße einen Herrensitz und baute das Gelände zum Kopperholdtschen Park aus. | Kopperholdtweg                  |
| Kühnehöfe (Lage)                    | K632               | 0300                   | nach den ehemals hier gelegenen Werken der Carl Kühne KG | 2004                | | Kühnehöfe                       |
| Langbehnstraße (Lage)               | L028               | 0390                   | Julius Langbehn (1851–1907), Schriftsteller und Philosoph | 1950                | bis 1950: Haderslebener Straße | Langbehnstraße                  |
| Lederstraße (Lage)                  | L098               | 0610                   | nach der vormals dort gelegenen Eidelstedter Lederfabrik | 1929                | nur Grundstücke auf der Süd- bzw. Westseite in Bahrenfeld, sonst in Stellingen, insbesondere die gesamte Straßenfläche | Lederstraße                     |
| Leunastraße (Lage)                  | L151               | 1015                   | Leuna, Stadt in Sachsen-Anhalt | 1950                | | Leunastraße                     |
| Leverkusenstieg (Lage)              | L153               | 0235                   | in Anlehnung an die Leverkusenstraße | 1951                | | Leverkusenstieg                 |
| Leverkusenstraße (Lage)             | L154               | 0530                   | Leverkusen, Stadt in Nordrhein-Westfalen, zuvor war sie der nördliche Teil vom Hohenzollernring in Ottensen                                                                     | 1951                | | Leverkusenstraße                |
| Lise-Meitner-Park (Lage)            |                    | ca. 14,3 ha            | Lise Meitner (1878–1968), österreichische Kernphysikerin | 1995                | Der Park wurde aus dem Boden gestaltet, der beim Bau des Hamburger Elbtunnels angefallen war. | Lise-Meitner-Park               |
| Luftbadweg (Lage)                   | L302               | 0175                   | nach der Lage beim Altonaer Volkspark | 1943                | | Luftbadweg                      |
| Luruper Chaussee (Lage)             | L318               | 1405                   | Hamburger Stadtteil Lurup | vor 1905            | | Luruper Chaussee                |
| Luruper Drift (Lage)                | L358               | 0135 (im Stadtteil)    | in Anlehnung an den früheren Namen Flottbeker Drift | 1977                | nördlich der Straße Achtern Styg in Lurup | Luruper Drift (Bahrenfeld)      |
| Luruper Hauptstraße (Lage)          | L319               | 0365 (im Stadtteil)    | Hamburger Stadtteil Lurup | 1929                | zwischen Stadionstraße und dem Grundstück mit der Hausnummer 12 in Bahrenfeld, von Haus Nr. 12 bis Achtern Styg nur die westliche Straßenhälfte, ansonsten in Lurup | Luruper Hauptstraße             |
| Luthergrund (Lage)                  | L321               | 0220                   | in Anlehnung an die Lutherhöhe | 1963                | | Luthergrund                     |
| Lutherhöhe (Lage)                   | L323               | 0495                   | nach der auf einer Anhöhe stehenden Lutherkirche, zu der die Straße führt und deren Namensgeber Martin Luther ist                                                               | 1950                | | Lutherhöhe                      |
| Lyserstraße (Lage)                  | L329               | 0480                   | Johann Peter Lyser (1804–1870), Schriftsteller und Maler | 1929                | | Lyserstraße                     |
| Marlowring (Lage)                   | M060               | 0535                   | Conrad Wilhelm Franz Marlow (1856–1940), Fischfabrikant | 1965                | Marlow war von 1910 bis 1924 Senator in Altona. | Marlowring                      |
| Max-Born-Straße (Lage)              | M417               | 0085                   | Max Born (1882–1970), Physiker | 1991                | | Max-Born-Straße                 |
| Max-Schmeling-Straße (Lage)         | M445               | 0460                   | Max Schmeling (1905–2005), Berufsboxer, später Unternehmer | 2010                | | Max-Schmeling-Straße            |
| Mendelssohnstraße (Lage)            | M148               | 0875                   | Felix Mendelssohn Bartholdy (1809–1847), Komponist | 1952                | bis 1952: Adickesstraße | Mendelssohnstraße               |
| Nansenstraße (Lage)                 | N004               | 0875                   | Fridtjof Nansen (1861–1930), norwegischer Zoologe und Polarforscher | 1950                | bis 1950: Krieshöhe | Nansenstraße                    |
| Nettelbeckstraße (Lage)             | N036               | 0125                   | Joachim Nettelbeck (1738–1824), Seemann und Volksheld | 1913                | | Nettelbeckstraße                |
| Nikischstraße (Lage)                | N126               | 0235                   | Arthur Nikisch (1855–1922), ungarischer Dirigent | 1950                | bis 1950: Lortzingstraße | Nikischstraße                   |
| Norburger Stieg (Lage)              | N148               | 0090                   | in Anlehnung an die Norburger Straße | 1942                | | Norburger Stieg                 |
| Norburger Straße (Lage)             | N149               | 0250                   | Norburg (dän. Nordborg), Stadt in Dänemark | 1926                | | Norburger Straße                |
| Notkestraße (Lage)                  | N178               | 1115                   | Bernt Notke (um 1435–1509), Maler | 1951                | bis 1951: Möllner Straße | Notkestraße                     |
| Orchideenring (Lage)                | O215               | 0445                   | nach der gleichnamigen Pflanzenfamilie | 2002                | Motivgruppe „Blumen“ | Orchideenring                   |
| Osdorfer Landstraße (Lage)          | O124               | 1015 (im Stadtteil)    | Hamburger Stadtteil Osdorf | 1929                | zwischen Schenefelder Landstraße und Am Botterbarg in Iserbrook östlich der Straße Am Botterbarg nur die südliche Straßenhälfte, nördliche Straßenhälfte in Osdorf, ab Kreuzung Rugenfeld/Isfeldstraße komplett in Osdorf; zwischen Heinrich-Plett-Straße und Fernando-Lorenzen-Platz nördliche Straßenhälfte in Bahrenfeld, südliche Hälfte in Groß Flottbek | Osdorfer Landstraße             |
| Osdorfer Weg (Lage)                 | O126               | 1430 (im Stadtteil)    | Hamburger Stadtteil Osdorf | 1904                | südliche Straßenhälfte zwischen Fernando-Lorenzen-Platz und Baurstraße in Groß Flottbek, nördliche Hälfte in Bahrenfeld, ab Baurstraße komplett im Stadtteil | Osdorfer Weg                    |
| Osteresch (Lage)                    | O137               | 0390                   | nach einer Flurbezeichnung | vor 1921            | | Osteresch                       |
| Ottensener Straße (Lage)            | O161               | 0585 (im Stadtteil)    | Hamburger Stadtteil Ottensen, fast bis hier erstreckte sich bis 1938 Ottensen                                                                                                   | vor 1920            | zwischen Schnackenburgallee und Altonaer Volkspark komplett in Bahrenfeld, nördlich davon bis zur Einmündung der Uwe-Seeler-Allee nur die Grundstücke auf der östlichen Seite, Straßenfläche und Grundstücke auf der Westseite in Eidelstedt; nördlich davon liegt die westliche Straßenhälfte in Eidelstedt, die östliche in Stellingen | Ottensener Straße               |
| Paul-Dessau-Straße (Lage)           | P087               | 0215                   | Paul Dessau (1894–1979), Komponist und Dirigent | 2000                | Motivgruppe „Komponisten“ | Paul-Dessau-Straße              |
| Regerstieg (Lage)                   | R390               | 0145                   | in Anlehnung an die Regerstraße | 1970                | Motivgruppe „Komponisten“ | Regerstieg                      |
| Regerstraße (Lage)                  | R095               | 0900                   | Max Reger (1873–1916), Komponist | 1950                | bis 1950: Schumannstraße Motivgruppe „Komponisten“ | Regerstraße                     |
| Reichardtstraße (Lage)              | R111               | 0260                   | Johann Friedrich Reichardt (1752–1814), Komponist | 1929                | Motivgruppe „Komponisten“ | Reichardtstraße                 |
| Reineckestraße (Lage)               | R129               | 0180                   | Carl Reinecke (1824–1910), Komponist | 1919                | Motivgruppe „Komponisten“ | Reineckestraße                  |
| Riemenschneiderstieg (Lage)         | R194               | 0235                   | Tilman Riemenschneider (um 1460–1531), Bildschnitzer und Bildhauer | 1947                | bis 1947: Emmichstraße | Riemenschneiderstieg            |
| Rondenbarg (Lage)                   | R273               | 0955                   | nach einer einst Ottenser Flurbezeichnung | 1922                | | Rondenbarg                      |
| Rosenwinkel (Lage)                  | R291               | 0180                   | frei gewählter Name in Anlehnung an den Verlauf der Straße | 1950                | | Rosenwinkel                     |
| Ruhrstraße (Lage)                   | R364               | 1255                   | nach dem nordrhein-westfälischen Ruhrgebiet | 1947                | zuvor Kruppstraße in Ottensen | Ruhrstraße                      |
| Rüsternkamp (Lage)                  | R347               | 0215                   | nach einem Flurnamen | 1922                | | Rüsternkamp                     |
| Schaumnelkenstieg (Lage)            | S124               | 0080                   | nach einer Nelkenart | 1950                | Motivgruppe „Blumen“ | Schaumnelkenstieg               |
| Schleswiger Straße (Lage)           | S201               | 0200                   | Schleswig, Stadt in Schleswig-Holstein | 1895                | | Schleswiger Straße              |
| Schmalkaldener Straße (Lage)        | S232               | 0235                   | Schmalkalden, Stadt in Thüringen | 1963                | Die Benennung folgte in Bezug auf die nach Martin Luther benannte naheliegende Kirche sowie auch der Straßen Luthergrund und Lutherhöhe. | Schmalkaldener Straße           |
| Schnackenburgallee (Lage)           | S247               | 2125 (im Stadtteil)    | Bernhard Schnackenburg (1867–1924), Politiker | 1928                | bis ca. 35 Meter nördlich der August-Kirch-Straße in Bahrenfeld, nördlich davon in Eidelstedt Endete vorher im Kielkamp. | Schnackenburgallee (Bahrenfeld) |
| Schulgartenweg (Lage)               | S845               | 0455                   | nach der Lage am Schulgarten innerhalb des Altonaer Volksparks | 1971                | | Schulgartenweg                  |
| Schützenstraße (Lage)               | S306               | 1050                   | nach den Ottenser Zollwächtern, die im Volksmund „Schützen“ genannt wurden | 1889                | | Schützenstraße (HH-Bahrenfeld)  |
| Sibeliusstraße (Lage)               | S835               | 0205                   | Jean Sibelius (1865–1957), finnischer Komponist | 1969                | Motivgruppe „Komponisten“ | Sibeliusstraße                  |
| Sievertstraße (Lage)                | S444               | 0220                   | Wilhelm Sievert (1864–1945), von 1920 bis 1933 Senator in Altona | 1947                | bis 1947: Lohweg | Sievertstraße                   |
| Silcherstraße (Lage)                | S450               | 0405                   | Friedrich Silcher (1789–1860), Komponist | 1950                | bis 1950: Beethovenstraße Motivgruppe „Komponisten“ | Silcherstraße                   |
| Stadionstraße (Lage)                | S578               | 0775                   | nach der Lage am Volksparkstadion | 1947                | | Stadionstraße                   |
| Stahltwiete (Lage)                  | S584               | 0300                   | Berthold Stahl (1847–1906), von 1887 bis 1898 Stadtbaurat in Altona | 1950                | bis 1950: Jägerstraße | Stahltwiete                     |
| Steenkamp (Lage)                    | S608               | 0455                   | nach einem Flurnamen | 1950                | | Steenkamp                       |
| Stiefmütterchenweg (Lage)           | S688               | 0870                   | nach der gleichnamigen Veilchenart | 1950                | Motivgruppe „Blumen“ | Stiefmütterchenweg              |
| Stiller Weg (Lage)                  | S693               | 0195                   | nach der Lage zum Friedhof Groß Flottbek führend | 1928                | | Stiller Weg (HH-Bahrenfeld)     |
| Straußstraße (Lage)                 | S734               | 0110                   | Richard Strauss (1864–1949), Johann Strauss (Vater) (1804–1849), Johann Strauss (Sohn) (1825–1899), Komponisten                                                                 | 1895                | Nach Beckershaus ist die Straße nach allen drei Komponisten benannt, bei Hanke ist sie nicht aufgeführt. Motivgruppe „Komponisten“ | Straußweg                       |
| Stresemannstraße (Lage)             | S742               | 1000 (im Stadtteil)    | Gustav Stresemann (1878–1929), Politiker | 1945                | Straßenverlauf von Ost nach West: Zwischen Neuer Pferdemarkt und Bernstorffstraße Straßenfläche und Grundstücke auf der Südseite in St. Pauli, Grundstücke auf der Nordseite in Sternschanze, zwischen Bernstorffstraße und Max-Brauer-Allee (Sternbrücke) südliche Straßenhälfte in Altona-Altstadt, nördliche Hälfte in Sternschanze, von der Max-Brauer-Allee bis Bahnbrücke in Altona-Nord, westlich der Bahnbrücke bis zum Ende in Bahrenfeld. Der ehemals Ottenser Teil von der Kieler Straße bis zum Bahrenfelder Steindamm (Süßer Kringel) hieß Kreuzweg. | Stresemannstraße (Bahrenfeld)   |
| Stutsmoor (Lage)                    | S776               | 0225                   | nach einem Flurnamen | 1920                | | Stutsmoor                       |
| Taşköprüstraße (Lage)               | T239               | 0350                   | Süleyman Taşköprü (1970–2001), türkischer Kaufmann, Opfer der Terrorgruppe NSU                                                                                                  | 2014                | Die Straße, vor der Umbenennung ein Teil der Kohlentwiete, liegt unweit des Tatorts. | Taşköprüstraße                  |
| Theodorstieg (Lage)                 | T229               | 0115                   | in Anlehnung an die Theodorstraße | 1995                | | Theodorstieg                    |
| Theodorstraße (Lage)                | T061               | 0600                   | Theodor Gayen (1824–1900), Fabrikant und Reeder | vor 1890            | | Theodorstraße                   |
| Thomasstraße (Lage)                 | T073               | 0155                   | Hermann Thomas (1865–1924), SPD-Politiker | 1928                | bis 1945 zeitweise Vinkestraße | Thomasstraße                    |
| Tönninger Straße (Lage)             | T118               | 0145                   | Tönning, Badeort in Schleswig-Holstein | 1930                | | Tönninger Straße                |
| Urnenfeld (Lage)                    | U042               | 0185                   | nach einem auf diesem Gelände entdeckten vorgeschichtlichen Urnenfeld | 1950                | | Urnenfeld                       |
| Uwe-Seeler-Allee (Lage)             | U                  | 0515 (im Stadtteil)    | Uwe Seeler (1936–2022), Fußballspieler beim Hamburger SV | 2024                | östlicher Teil in Eidelstedt; vormals Sylvesterallee (siehe Friedrich-Sylvester-Weg) | Uwe-Seeler-Allee                |
| Valparaisostraße (Lage)             | V006               | 0295                   | Valparaíso, Hafenstadt in Chile | 1938                | | Valparaisostraße                |
| Veit-Stoß-Weg (Lage)                | V020               | 0295                   | Veit Stoß (um 1447–1533), Bildhauer | 1950                | bis 1950: Grenzstieg | Veit-Stoß-Weg                   |
| Von-Hutten-Straße (Lage)            | V103               | 0515                   | Ulrich von Hutten (1488–1523), Dichter | 1950                | bis 1950: Burgstraße | Von-Hutten-Straße               |
| Von-Sauer-Straße (Lage)             | V106               | 0555                   | Emil von Sauer (1862–1942), Komponist | 1950                | bis 1950: Wagnerstraße Motivgruppe „Komponisten“ | Von-Sauer-Straße                |
| Vorbeckweg (Lage)                   | V111               | 0365                   | Franz Vorbeck (1869–1952), Kaufmann und Gemeindevertreter in Groß Flottbek | 1964                | | Vorbeckweg                      |
| Vorhornweg (Lage)                   | V114               | 0100 (im Stadtteil)    | nach einem Flurnamen | 1934                | westlich der Stadtteilschule Lurup in Lurup | Vorhornweg                      |
| Vörn Styg (Lage)                    | V055               | 0195                   | nach einem Flurnamen | 1963                | Das Wort „Styg“ leitet sich vom mittelniederdeutschen Ausdruck „Stuvete“ (Gestrüpp) ab, „Vörn Styg“ bedeutet also „vorm Gebüsch“. | Vörn Styg                       |
| Wichmannstieg (Lage)                | W219               | 0115                   | in Anlehnung an die Wichmannstraße | 1954                | | Wichmannstieg                   |
| Wichmannstraße (Lage)               | W220               | 0595                   | Ernst Heinrich Wichmann (1823–1896), Lehrer und Verfasser der Geschichte Altonas                                                                                                | 1947                | bis 1947: Kluckstraße | Wichmannstraße                  |
| Wienbargstraße (Lage)               | W237               | 0040                   | Ludolf Wienbarg (1802–1872), Schriftsteller | 1929                | | Wienbargstraße                  |
| Wiesenrautenstieg (Lage)            | W244               | 0205                   | nach dem gleichnamigen Hahnenfußgewächs | 1963                | Motivgruppe „Blumen“ | Wiesenrautenstieg               |
| Winsbergring (Lage)                 | W457               | 0930                   | nach einem Flurnamen, ehemals in Ottensen | 1979                | | Winsbergring                    |
| Wittenbergstraße (Lage)             | W335               | 0350                   | Lutherstadt Wittenberg, Stadt in Sachsen-Anhalt | 1918                | Die Benennung folgte in Bezug auf die nach Martin Luther benannte naheliegende Kirche sowie auch der Straßen Luthergrund und Lutherhöhe. | Wittenbergstraße                |
| Wormser Straße (Lage)               | W392               | 0090                   | Worms, Stadt in Rheinland-Pfalz | 1936                | Die Benennung folgte in Bezug auf die nach Martin Luther benannte naheliegende Kirche sowie auch der Straßen Luthergrund und Lutherhöhe. | Wormser Straße                  |
| Woyrschweg (Lage)                   | W395               | 470                    | Felix Woyrsch (1860–1944), Komponist | 1950                | Motivgruppe "Komponisten" | Woyrschweg                      |
| Zöllnerstraße (Lage)                | Z043               | 0260                   | Heinrich Zöllner (1854–1941), Komponist | 1951                | bis 1951: Schubertstraße Motivgruppe „Komponisten“ | Zöllnerstraße                   |
| Zum Hünengrab (Lage)                | Z053               | 0345                   | nach einem hier früher gelegenen Hünengrab | 1928                | | Zum Hünengrab                   |